# NGC 7473
NGC 7473 é uma galáxia lenticular (SB0) localizada na direcção da constelação de Pegasus. Possui uma declinação de +30° 09' 36" e uma ascensão recta de 23 horas, 03 minutos e 57,1 segundos.
A galáxia NGC 7473 foi descoberta em 6 de Setembro de 1863 por Albert Marth.